# Autoportrait dans un cercle d'amis de Mantoue
Autoportrait dans un cercle d'amis de Mantoue ou Autoportrait dans un cercle d'amis à Mantoue est une huile sur toile du peintre Baroque flamand Pierre Paul Rubens, réalisée entre 1602 et 1606. Le tableau, qui mesure 77,5 cm sur 101 cm, est conservé au musée Wallraf-Richartz de Cologne. C'est le plus ancien autoportrait connu de Rubens. Il s'agit d'un portrait d'amitié représentant une réunion informelle d'amis, un genre populaire aux XVIe et XVIIe siècles. En particulier c'est un portrait d'un cercle de compagnons ou d'amis stoïciens.
De droite à gauche, le tableau montre le philosophe flamand Justus Lipsius, Rubens lui-même, son frère Philip Rubens, le scientifique Italien Galilée, Juan Batiste Perez de Baron (ou Nicolaas Rockox) et Guillaume Richardot (tous les trois élèves de Lipsius),. Le lien commun entre toutes ces personnes est qu'ils étaient tous liés à la philosophie néo-stoïque de Lipsius.